# Fidei defensor

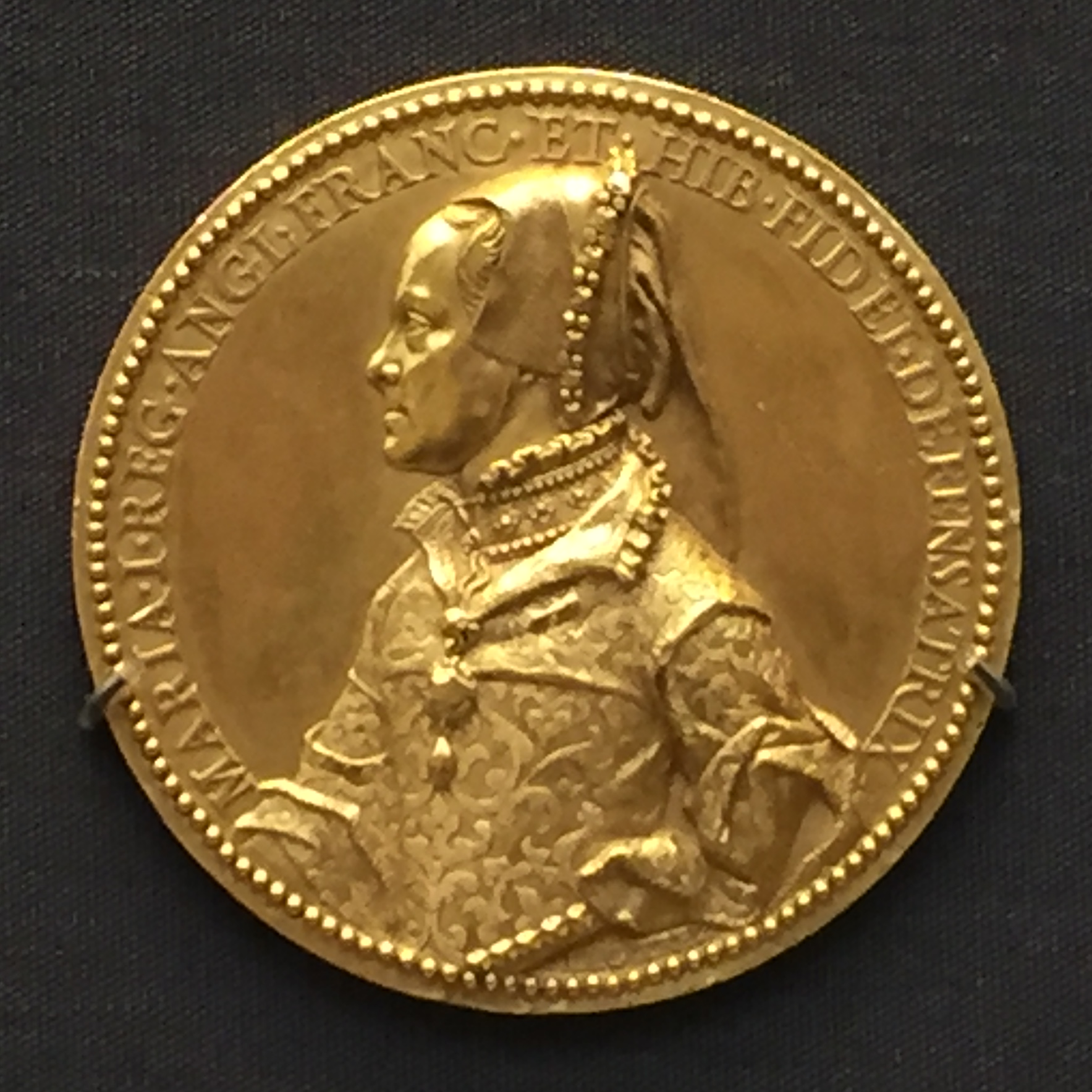
Medalj från 1555 föreställande Maria I av England med texten Fidei Defensatrix

Fidei defensor (i femininum Fidei Defensatrix) eller Defensor fidei, på svenska trons försvarare, är en titel som använts av flera kristna härskare. Den används än idag av Storbritanniens monark.
Jakob IV av Skottland hade givits den snarlika titeln Christianae fidei protector av påve Julius II år 1507. Henrik VIII av England gavs titeln Fidei defensor av Leo X år 1521 då han i skriften Assertio Septem Sacramentorum kritiserat Martin Luther. När han bröt med påvedömet och exkommunicerades fråntogs han titeln, men parlamentet förklarade den återställd till honom och hans ättlingar. Än idag kallas den brittiska monarken Defender of the Faith, med den latinska förkortningen F.D. på mynt. Sedan Henrik övergivit romerska kyrkan erbjöd påven samma titel till Jakob V av Skottland.
Efter sina segrar över osmanerna erhöll Johan III Sobieski titlarna Defensor fidei och Ortodoxt majestät av Innocentius XI, och präglade mynt med texten FID DEF.
År 1965 utnämnde ledarna för de orientaliskt ortodoxa kyrkorna kejsar Haile Selassie till trons försvarare.